# デマーカス・カズンズ
デマーカス・アミアー・カズンズ（DeMarcus Amir Cousins, 1990年8月13日 - ）は、アメリカ合衆国アラバマ州モービル出身のプロバスケットボール選手。T1 リーグの桃園レオパーズに所属している。ポジションはセンター。

## 学生時代
高校在籍時、マクドナルドオールアメリカンに選出された。高校卒業後、最初はアラバマ大学バーミングハム校への進学を約束されていた。しかし、約束を反故にされ、その後、名将ジョン・カリパリ率いるケンタッキー大学に進学。大学では、同期であり、後に共にNBA入りするジョン・ウォールやエリック・ブレッドソー、ダニエル・オートンと共にチームを牽引。2010年のNCAAトーナメントにおいて、ベスト8の成績を残した。1年生終了後、2010年のNBAドラフトにアーリーエントリーし、全体5位でサクラメント・キングスに指名を受け入団した。

## NBAキャリア

### サクラメント・キングス

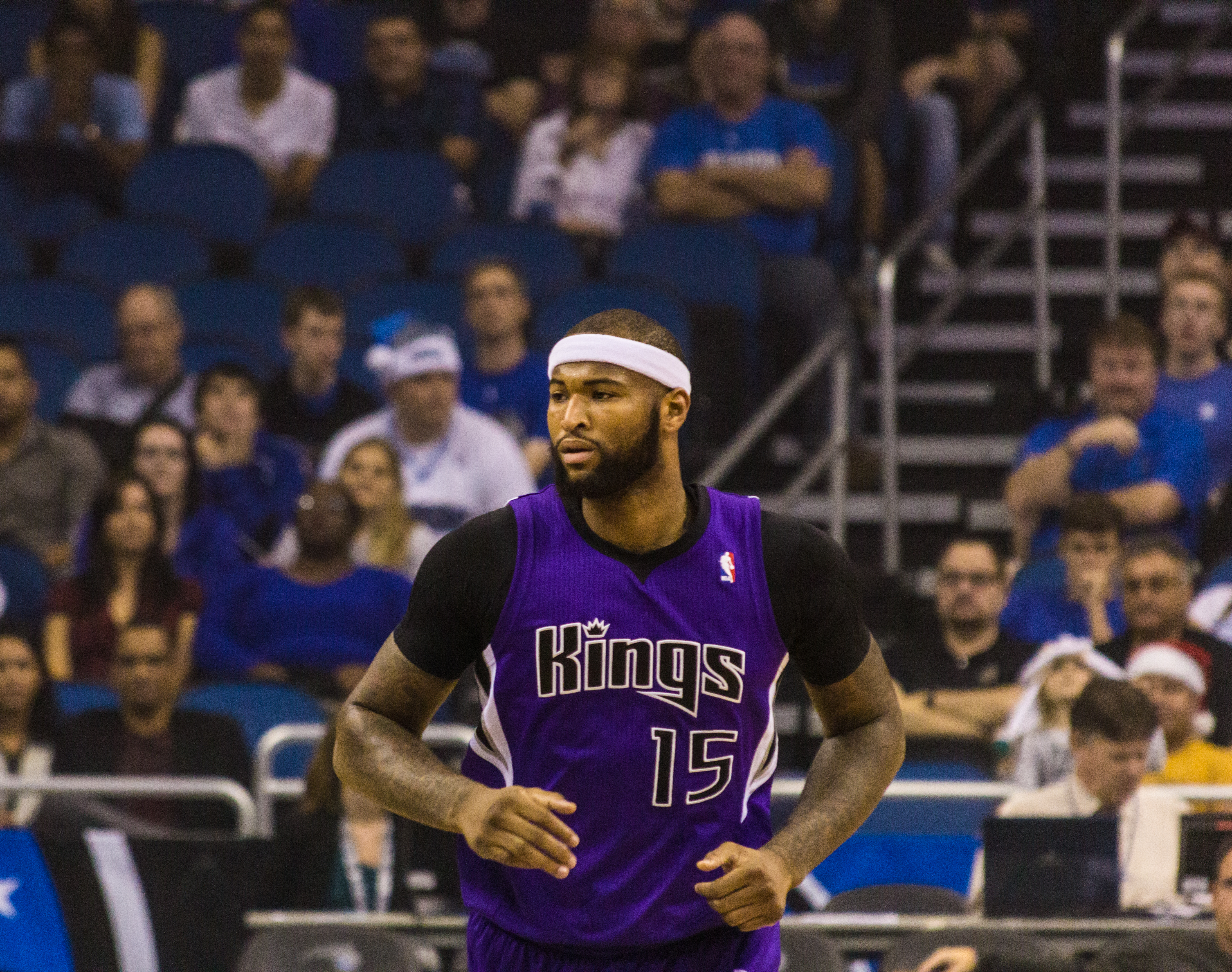
キングス時代(2013年)

2010年のNBAドラフトにおいて、サクラメント・キングスから全体5位指名を受けた。ルーキーシーズンの2010-11シーズンでは、オールルーキーファーストチームに選出された。
2015年1月30日、2015年NBAオールスターゲームに怪我で出場辞退を表明したコービー・ブライアントの代役として出場が決定した。ちなみに、キングスの選手のオールスターゲーム出場は、2004年のブラッド・ミラーとペジャ・ストヤコビッチ以来となり、2014-15シーズンのオールNBAチームのセカンドチームにも選出された。
2016年1月25日のシャーロット・ホーネッツ戦は、自己最高の56得点12リバウンドを記録した。

### ニューオーリンズ・ペリカンズ

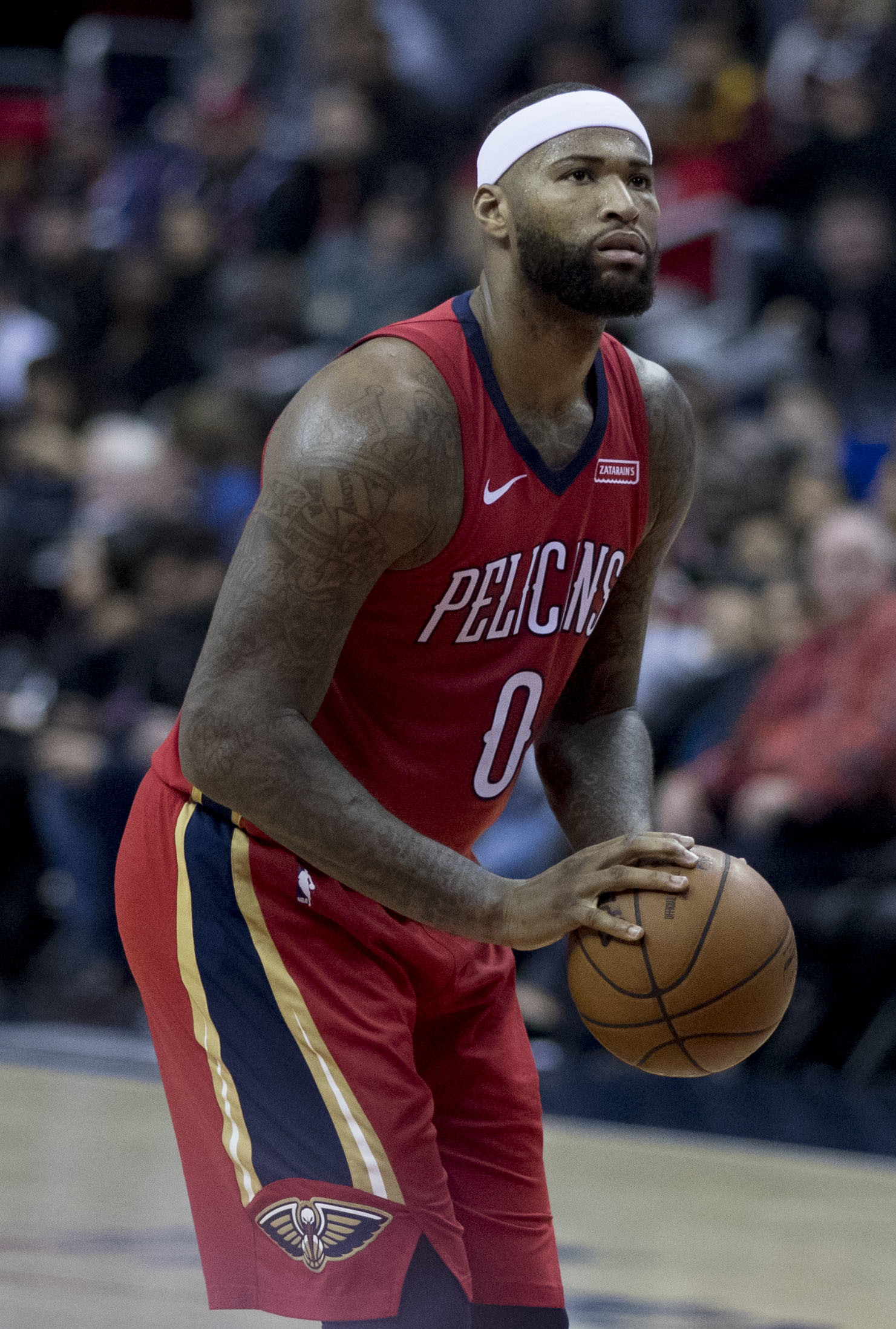
ペリカンズ時代(2017年)

2017年2月20日、タイリーク・エバンス、バディ・ヒールド、ラングストン・ギャロウェイ、将来のドラフト1巡目指名権および2巡目指名権との交換でニューオーリンズ・ペリカンズへのトレードが成立した。奇しくもこの日はカズンズの新天地となるスムージー・キング・センターで開催されたNBAオールスターゲーム開催日であった。
2017年10月26日のゴールデン1センターで行われた古巣のキングス戦で、カズンズは試合前の選手紹介で古巣のファンから大声援で迎えられた。試合は41得点23リバウンドを記録し、114-106の勝利に貢献。古巣相手に意地を見せた。
2018年1月22日に行われたシカゴ・ブルズ戦で44得点、24リバウンド、10アシストのトリプルダブルを記録、試合はペリカンズがダブルオーバータイムの末132-128で勝利した。この試合でカズンズが記録した40得点、20リバウンド、10アシスト以上でのトリプルダブルは殿堂入りを果たしているカリーム・アブドゥル＝ジャバーが1972年に達成して以来の記録となった。また、40得点、20リバウンド、10アシストが記録されたのはこれでNBA史上10回目となる。
2018年2月18日にロサンゼルスのステイプルズ・センターで行われるNBAオールスターゲームに先発出場することが発表されたが、1月26日に行われたヒューストン・ロケッツ戦で左アキレス腱断裂の大怪我を負った。試合は115-113でペリカンズが勝利したが、翌27日、チームはカズンズが左アキレス腱の修復手術を受け、残りシーズンの全試合を欠場すると発表した。カズンズはここまで平均25.2得点、12.9リバウンド、5.4アシストを記録していた。

### ゴールデンステート・ウォリアーズ
2017-18シーズン終了後FAとなり、1年530万ドルという破格の契約内容でゴールデンステート・ウォリアーズに移籍した。しかし、大減俸の呑んでの挑戦も負傷に悩まされ、シーズン30試合の出場にとどまり、16.3得点8.3リバウンドと低調な内容に終始。更に2019年4月17日のカンファレンスプレーオフ1回戦のロサンゼルス・クリッパーズ戦でも重傷を負うなど、不本意なシーズンに終始。それでもチームは5年連続のNBAファイナル進出を果たし、カズンズ自身も負傷が癒えて初のファイナル出場となったものの、マルク・ガソルやサージ・イバカらとのマッチアップに苦戦を強いられる。結局同年のファイナルは、ケビン・デュラントとクレイ・トンプソンがシリーズ中に重傷を負い、2勝4敗で敗退。そしてシーズン通して負傷の多かったカズンズも買い叩かれる形でウォリアーズを追われることになった。

### 2019-20シーズン
2018-19シーズン終了後にFAとなり、ロサンゼルス・レイカーズと単年契約で合意した。しかし、8月15日に12日の練習中に左膝の前十字靱帯を断裂していることを明かし、全休の可能性もあることがチームから発表された。
2020年2月22日、プレーオフに向けた補強のためロスターに空きを作るために、レイカーズから解雇された。

### ヒューストン・ロケッツ
2020年11月23日にヒューストン・ロケッツと無保証の単年契約を結んだ。大学時代のチームメイトにあたるジョン・ウォールとの共闘が実現するも、両者とも負傷に悩まされ、25試合9.8得点7.8リバウンドと自己ワーストの内容に終始したところで、2021年2月23日に解雇された。

### ロサンゼルス・クリッパーズ
2021年4月5日にロサンゼルス・クリッパーズと10日間契約を結んだ。その後16日に2度目の10日間契約を結び、26日にシーズン終了までの契約を結んだ。

### ミルウォーキー・バックス
2021年11月30日にブルック・ロペスの負傷欠場が長引くミルウォーキー・バックスとシーズン終了までの無保証契約を結んだ。バックスでは17試合に出場し、2022年1月5日のトロント・ラプターズ戦では10得点、15リバウンドのダブル・ダブルを記録したが、翌6日に解雇された。

### デンバー・ナゲッツ
2022年1月21日にデンバー・ナゲッツと10日間契約を結んだ。その後2度の10日間契約を経て、2月26日にシーズン終了までの契約を結んだ。

## 個人成績

### NBA

#### レギュラーシーズン
| シーズン     | チーム       | GP  | GS  | MPG  | FG%  | 3P%  | FT%  | RPG  | APG | SPG | BPG | PPG  |
| ------------ | ------------ | --- | --- | ---- | ---- | ---- | ---- | ---- | --- | --- | --- | ---- |
| 2010–11      | SAC          | 81  | 62  | 28.5 | .430 | .167 | .687 | 8.6  | 2.5 | 1.0 | .8  | 14.1 |
| 2011–12      | SAC          | 64  | 62  | 30.5 | .448 | .143 | .702 | 11.0 | 1.6 | 1.5 | 1.2 | 18.1 |
| 2012–13      | SAC          | 75  | 74  | 30.5 | .465 | .182 | .738 | 9.9  | 2.7 | 1.4 | .7  | 17.1 |
| 2013–14      | SAC          | 71  | 71  | 32.4 | .496 | .000 | .726 | 11.7 | 2.9 | 1.5 | 1.3 | 22.7 |
| 2014–15      | SAC          | 59  | 59  | 34.1 | .467 | .250 | .782 | 12.7 | 3.6 | 1.5 | 1.8 | 24.1 |
| 2015–16      | SAC          | 65  | 65  | 34.6 | .451 | .333 | .718 | 11.5 | 3.3 | 1.6 | 1.4 | 26.9 |
| 2016–17      | SAC          | 55  | 55  | 34.4 | .451 | .356 | .770 | 10.6 | 4.8 | 1.4 | 1.3 | 27.8 |
| 2016–17      | NOP          | 17  | 17  | 33.8 | .452 | .375 | .777 | 12.5 | 3.9 | 1.5 | 1.1 | 24.4 |
| 2017–18      | NOP          | 48  | 48  | 36.2 | .470 | .354 | .746 | 12.9 | 5.4 | 1.6 | 1.6 | 25.2 |
| 2018–19      | GSW          | 30  | 30  | 25.7 | .480 | .274 | .736 | 8.2  | 3.6 | 1.3 | 1.5 | 16.3 |
| 2020–21      | HOU          | 25  | 11  | 20.2 | .376 | .336 | .746 | 7.6  | 2.4 | .8  | .7  | 9.6  |
| 2020–21      | LAC          | 16  | 0   | 12.9 | .537 | .421 | .682 | 4.5  | 1.0 | .8  | .4  | 7.8  |
| 2021–22      | MIL          | 17  | 5   | 16.9 | .466 | .271 | .816 | 5.8  | 1.1 | .9  | .5  | 9.5  |
| 2021–22      | DEN          | 31  | 2   | 13.9 | .456 | .324 | .736 | 5.5  | 1.7 | .6  | .4  | 8.9  |
| 通算         | 通算         | 654 | 561 | 29.8 | .460 | .331 | .737 | 10.2 | 3.0 | 1.3 | 1.2 | 19.6 |
| オールスター | オールスター | 3   | 0   | 10.4 | .800 | .500 | .667 | 3.7  | .3  | .3  | .0  | 9.3  |

#### プレーオフ
| シーズン | チーム | GP | GS | MPG  | FG%  | 3P%  | FT%  | RPG | APG | SPG | BPG | PPG  |
| -------- | ------ | -- | -- | ---- | ---- | ---- | ---- | --- | --- | --- | --- | ---- |
| 2019     | GSW    | 8  | 5  | 16.6 | .396 | .250 | .640 | 4.9 | 2.4 | .6  | .8  | 7.6  |
| 2021     | LAC    | 7  | 0  | 8.3  | .452 | .400 | .786 | 2.0 | .7  | .3  | .4  | 7.6  |
| 2022     | DEN    | 5  | 0  | 11.4 | .655 | .667 | .733 | 3.4 | 1.2 | .6  | .2  | 10.6 |
| 通算     | 通算   | 20 | 5  | 12.4 | .476 | .393 | .704 | 3.5 | 1.5 | .5  | .5  | 8.4  |

### カレッジ
| シーズン | チーム       | GP | GS | MPG  | FG%  | 3P%  | FT%  | RPG | APG | SPG | BPG | PPG  |
| -------- | ------------ | -- | -- | ---- | ---- | ---- | ---- | --- | --- | --- | --- | ---- |
| 2009-10  | ケンタッキー | 38 | 38 | 23.5 | .558 | .167 | .604 | 9.8 | 1.0 | 1.0 | 1.8 | 15.1 |

## ナショナルチーム
2014年FIBAバスケットボール・ワールドカップのアメリカ代表に選ばれ優勝、金メダルを獲得した。2016年のオリンピックでもアメリカ代表に選ばれ金メダルを獲得した。

## 脚註
1. ↑  “DeMarcus Amir Cousins”.   Basketball-Reference.Com. 2012年11月10日閲覧。
2. ↑  DeMarcus Cousins has a career high 48 points and 13 rebounds
3. ↑  Kings trade DeMarcus Cousins to Pelicans
4. ↑  DeMarcus Cousins scores 41 points with 23 rebounds in Sacramento return
5. ↑  古巣キングス相手に41得点、23リバウンドのデマーカス・カズンズ「試合前は非常に緊張していた」　NBA.com  JAPAN
6. 1 2  “DeMarcus Cousins' historic triple-double lifts Pelicans by Bulls” (英語). ESPN.com.  ESPN (2018年1月22日). 2018年2月2日閲覧。
7. ↑  “DeMarcus Cousins just put up the 10th 40...” (英語). SportsCenter Official Twitter (2018年1月22日). 2018年2月2日閲覧。
8. ↑  “NBAオールスター2018投票結果：レブロン・ジェームズが全体1位の票数を獲得”. NBA.com (2018年1月19日). 2018年1月25日閲覧。
9. ↑  “Pelicans' DeMarcus Cousins to have surgery for torn Achilles” (英語). ESPN.com.  ESPN (2018年1月27日). 2018年1月28日閲覧。
10. ↑  “DeMarcus Cousins says conversations with Warriors sealed decision to join” (英語). ESPN.com (2018年7月4日). 2018年8月15日閲覧。
11. ↑  “Warriors Sign Free Agent Center DeMarcus Cousins” (英語). NBA.com (2018年7月6日). 2018年8月15日閲覧。
12. ↑  “ウォリアーズのデマーカス・カズンズが左大腿四頭筋の断裂により無期限の戦線離脱”.   バスケットボールキング (2019年4月17日). 2022年3月17日閲覧。
13. ↑  “Lakers agree with Cousins, bring back Rondo”. ESPN.com (2019年7月6日). 2019年7月6日閲覧。
14. ↑  “Report: DeMarcus Cousins suffers torn ACL in knee”. NBA.com (2019年8月15日). 2019年8月15日閲覧。
15. ↑  McMenamin, Dave (2021年1月10日). “Houston Rockets' DeMarcus Cousins, Los Angeles Lakers' Markieff Morris both ejected” 2021年1月10日閲覧。
16. ↑  “Lakers signing Markieff Morris into $1.75M Disabled Player Exception, waive DeMarcus Cousins, per report”. CBSSports.com (2020年2月23日). 2020年2月24日閲覧。
17. ↑  “NBA free agency: Rockets signing DeMarcus Cousins to 1-year deal, per report” (英語). CBSSports.com. 2020年11月24日閲覧。
18. ↑  “ロケッツがデマーカス・カズンズをウェイブ | NBA Rakuten”. 楽天NBA. 2021年2月24日閲覧。
19. ↑  Twitter (2021年4月5日). “Clippers sign DeMarcus Cousins to 10-day contract” (英語). Los Angeles Times. 2021年10月18日閲覧。
20. ↑  Staff, The Athletic. “DeMarcus Cousins signs second 10-day contract with Clippers” (英語). The Athletic. 2021年10月18日閲覧。
21. ↑  “Clippers sign DeMarcus Cousins for remainder of season” (英語). www.nba.com. 2021年10月18日閲覧。
22. ↑  “Bucks Sign DeMarcus Cousins” (英語). Milwaukee Bucks (2021年11月30日). 2021年12月1日閲覧。
23. ↑  “Report: Milwaukee Bucks to waive DeMarcus Cousins” (英語). NBA.com Canada | The official site of the NBA. 2022年1月6日閲覧。
24. ↑  “Denver Nuggets Sign DeMarcus Cousins to 10-Day Contract” (英語). www.nba.com. 2022年1月22日閲覧。
25. ↑  “Nuggets sign DeMarcus Cousins for remainder of season” (英語). www.nba.com. 2022年2月27日閲覧。
26. ↑  Moore, Matt (2014年8月23日). “Team USA announces 2014 final roster: Lillard, Parsons cut”. CBSSports.com. 2016年8月21日閲覧。
27. ↑  Amick, Sam (2016年8月21日). “Kevin Durant, USA blow out Serbia to win Olympic gold”. USAToday.com. 2016年10月12日閲覧。